# Nagrobek rodziny Kryskich w Drobinie

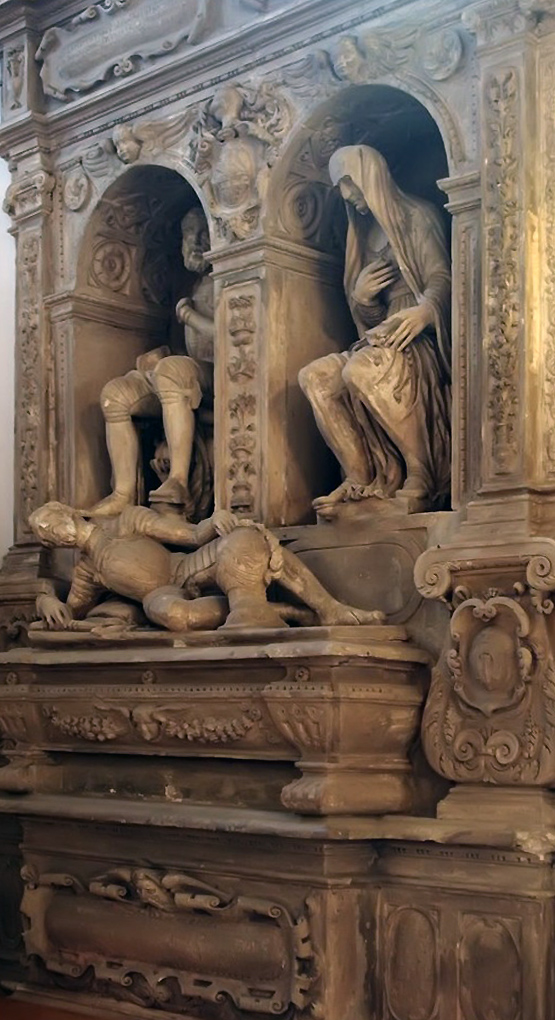
Nagrobek rodziny Kryskich

Nagrobek rodziny Kryskich w kościele w Drobinie w województwie mazowieckim. 
Powstał pomiędzy rokiem 1572 a 1576 lub ok. 1566 i przypisywany jest Santi Gucciemu i jego warsztatowi lub nieznanemu warsztatowi krakowskiemu. Jest to nagrobek podkomorzego płockiego Wojciecha Kryskiego oraz jego rodziców: Anny z domu Szreńskiej oraz wojewodzica mazowieckiego Pawła, ufundowany przez brata Wojciecha,  wówczas kasztelana raciąskiego, Stanisława Kryskiego.
Nagrobek powstał w stylu manierystycznym. Po raz pierwszy w Polsce zastosowano w jednym nagrobku połączenie figur siedzących z leżącą, znane z dzieł Michała Anioła, kaplicy Medyceuszy w kościele San Lorenzo we Florencji (1519-34) i nagrobka Juliusza II (kościół S. Pietro in Vincoli w Rzymie). 
Na wysuniętym do przodu sarkofagu znajduje się wpółleżący posąg dworzanina i dyplomaty królewskiego, jednego z bohaterów Dworzanina Łukasza Górnickiego - Wojciecha Kryskiego (ok. 1530-1562). Asystują mu rzeźby siedzących rodziców, Pawła i Anny, umieszczone wyżej w dwóch głębokich półkoliście sklepionych niszach.
Wysoki poziom wykonania i wykończenia posągu Wojciecha (pełen smutku wyraz twarzy, delikatne dłonie) skłaniają do uznania  go za własnoręczne dzieło Santi Gucciego. Rzeźby wyobrażające jego rodziców są owego mistrzostwa pozbawione, co świadczy o tym, że wykonał je współpracownik rzeźbiarza.  
Architektoniczna oprawa nagrobka jest gęsto pokryta ornamentami, często później stosowanymi przez Gucciego: są to tarcze w rollwerkowych obramieniach, motywy liściaste, kandelabrowo-kwiatowe, uskrzydlone głowy aniołków, girlandy, amorfy płomieniste. Zestaw tych form dekoracyjnych był używany przez licznych naśladowców Gucciego.
Nagrobek znajduje się przy południowej ścianie prezbiterium. Został tam przeniesiony z południowej ściany podczas odbudowy zrujnowanego kościoła dokonywanej po 1775 r. Na północnej ścianie prezbiterium znajduje się drugi nagrobek Kryskich (prawdopodobnie przeniesiony tam z innego miejsca podczas odbudowy kościoła po 1775 r.), będący sprymitywizowaną i uproszczoną kopią wyżej opisanego, późnorenesansowego nagrobka. Wykonany został w latach 1609-1613 z fundacji wówczas kasztelana sierpckiego Wojciecha Kryskiego i przedstawia jego rodziców: wojewodę mazowieckiego Stanisława Kryskiego (fundatora starszego nagrobka) i jego żonę Małgorzatę z Uchańskich oraz ich syna Piotra.